# El Hadj Ibrahima Sall
Pour les articles homonymes, voir Ibrahima Sall et Sall.
El Hadji Ibrahima Sall, né le 11 mars 1960 à Rufisque au Sénégal, est un économiste et un homme politique sénégalais, ancien ministre du Plan de 1998 à 2000. Il est candidat aux élections présidentielles de 2024 au Sénégal.

## Biographie
Ancien enfant de troupe, El Hadji Ibrahima Sall entre au prytanée militaire de Saint-Louis en 1972 et y obtient le diplôme de préparation militaire élémentaire puis le diplôme de préparation militaire supérieure avant d’être plusieurs fois lauréat du Concours général sénégalais, dont le premier prix de philosophie des classes de terminale.
Diplômé en économie de l'école des hautes études commerciales de Paris (HEC Paris), en finance de The Wharton School of Finance de l'université de Pennsylvanie (USA), M. Sall est aussi diplômé en philosophie de l'université Paris IV Sorbonne ainsi que de l'université Harvard en Homeland and International Security.
Mr Elhadj Ibrahima Sall a enseigné en DEA de mathématiques appliquées à l'université Cheikh-Anta-Diop, en économie à HEC Paris, en management des grandes organisations, à l'université Paris IX-Dauphine, puis en économie publique à l'école supérieure de commerce de Paris (ESC Europe). 
Elhadj Ibrahima Sal a donné plusieurs conférences dans plusieurs institutions dont National Defense University, War College (Washington, USA) et le Centre d’Etudes Stratégiques Africain (CESA, Washington).
Elhadj Ibrahima Sal

## Écrits et publications
El Hadji Ibrahima Sall a publié plusieurs ouvrages dans les domaines de l'économie, de la politique et de la philosophie.
- Le Lieu des regards (1991, Maguilène)
- Le Souci du monde (2006, L'Harmattan)
- Coauteur de L'Afrique répond à Nicolas Sarkozy (2008, Éditions Philippe Rey)
- Coauteur de Regards sur la Francophonie (1997, Presses universitaires de Rennes)
- Demain la République (2012, Aura)
- Un autre Sénégal est possible  (2024,L' Harmatan)

El Hadji Ibrahima Sall a par ailleurs fait de nombreuses conférences et contributions dans le milieu universitaire en France, au Sénégal et aux États-Unis.